# Осой (община Кичево)
 Тази статия е за кичевското село.  За дебърското вижте Осой (община Дебър).  
Осой (на македонска литературна норма: Осој; на албански: Osoji) е село в община Кичево на Северна Македония.

## География
Разположено е в областта Горно Кичево на два километра североизточно от град Кичево в югоизточните поли на Бистра.

## История
В XIX век Осой е българско село в Кичевска каза в Османската империя. В „Етнография на вилаетите Адрианопол, Монастир и Салоника“, издадена в Константинопол в 1878 година и отразяваща статистиката на населението от 1873 година, Осой (Ossoï) е посочено като село с 12 домакинства с 36 жители българи.
Според статистиката на Васил Кънчов („Македония. Етнография и статистика“) към 1900 година в Осой живеят 250 българи-християни.
На Етнографската карта на Битолския вилает на Картографския институт в София от 1901 година Осой е чисто българско село в Кичевската каза на Битолския санджак с 25 къщи.
Цялото население на селото е под върховенството на Българската екзархия. По данни на секретаря на екзархията Димитър Мишев („La Macédoine et sa Population Chrétienne“) в 1905 година в Осой има 240 българи екзархисти.
Статистика, изготвена от кичевския училищен инспектор Кръстю Димчев през лятото на 1909 година, дава следните данни за Осой:
| Домакинства | Гурбетчии | Грамотни | Грамотни | Грамотни | Неграмотни | Неграмотни | Неграмотни |
| Домакинства | Гурбетчии | мъже     | жени     | общо     | мъже       | жени       | общо       |
| ----------- | --------- | -------- | -------- | -------- | ---------- | ---------- | ---------- |
| 33          | 21        | 33       | 1        | 34       | 56         | 92         | 148        |

При избухването на Балканската война един човек от Осой е доброволец в Македоно-одринското опълчение.
След Междусъюзническата война в 1913 година селото попада в Сърбия.
На етническата си карта на Северозападна Македония в 1929 година Афанасий Селишчев отбелязва Осой като българско село.
Църквата „Света Неделя“ е градена от 1935 до 1937 година. Осветена е на 9 сепетември 1979 година от Ангеларий Дебърско-кичевски. Зографисана е от Кузман Фръчкоски от Галичник, като най-голямата част от фреските са изписани в 1997 година. Църквата „Света мъченица Параскева“ започва да се строи в 1998 година.
Според преброяването от 2002 година Осой има 593 жители.
| Националност | Всичко |
| македонци    | 397    |
| албанци      | 67     |
| турци        | 0      |
| роми         | 169    |
| власи        | 0      |
| сърби        | 2      |
| бошняци      | 0      |
| други        | 28     |